# Rauma-Repola
Rauma-Repola Oy var ett finländskt verkstads- och skogsindustriföretag mellan 1952 och 1990.

## Bildande
Rauma-Repola Oy bildades 1952 genom en sammanslagning av Rauma-Raahe Oy, Repola-Viipuri Oy och Lahti Oy, vilka samtliga företags aktiemajoritet innehades av banken Kansallis-Osake-Pankki (KOP).

## Fusioner
Rauma-Repola Oy fusionerades 1990 med Yhtyneet Paperitehtaat Oy (Förenade pappersbruken) till Repola Oy. Repola Oy fusionerades i sin tur 1996 med Kymmene Oy till UPM-Kymmene Oy. Varvsdelen fusionerades 1991 med F.W. Hollming Oy:s varv i Raumo till Finnyards Oy.

## Verksamhet
Inom skogsindustri var det bland annat verksamt med Martinniemi träsliperi (nedlagt 1964) och sågverksrörelse. Fartygstillverkning och mekanisk verkstad fanns i Raumo, Lovisa och Nyslott. Efter bildandet 1952 expanderade det som mekaniskt verkstadsföretag.

## Förvärvade och startade företag i urval
- 1970 Förvärv av verkstadsföretaget Lokomo Oy i Tammerfors
- 1972 Grundande av Varvet på Tallholmen (Mäntyluoto) i Björneborg för tillverkning av oljeplattformar (idag Technip Pori inom amerikanska TechnipFMC Inc.)
- 1982 Förvärv av ventiltillverkaren Neles Oy (idag ingående i Metsos affärsområde "Flow Control")
- 1983 Förvärv av Kockums tillverkning av skogsmaskiner i Söderhamn
- 1983 Grundande av Rauma-Repola Oceanics med tillverkning av turistubåtar, senare Rauma Ecoplanning Oy inriktat på miljöteknik, 1996 köpt av Chematur Engineering AB i Karlskoga)
- 1987 Förvärv av W. Rosenlew Oy
- 1989 Förvärv av Timberjacks, Koehrings och Peerless tillverkning av skogsmaskiner (numera med annan tillverkning av skogsmaskiner via ett med Valmet bildat företag inom Metso sedan 2000 inom Deere & Co)